# Cocomacaque
Cocomacague (Cocomacaque, Pimas Cocomacaques), skupina Pima Bajo Indijanaca, šire grupe Piman, nastanjno sjeverno od rijeke Río de Sonora, u pustinjskim krajevima sjeverno i zapadno od suvremenog grada Hermosillo, u meksičkoj državi Sonora. Glavno naselje bilo im je Pitiquín, kasniji Hermosillo. 

## Vanjske poveznice
- “El Pitiquín de Pimas Cocomacaques”  Arhivirana inačica izvorne stranice od 1. siječnja 2008. (Wayback Machine)